# Ophiopsammus angusta
Ophiopsammus angusta är en ormstjärneart som beskrevs av Anna Murray Vail och Ross Robert Mackerras Rowe 1989. Ophiopsammus angusta ingår i släktet Ophiopsammus och familjen Ophiodermatidae. Inga underarter finns listade i Catalogue of Life.